# Герб на Германската империя
 Тази статия е за герба на Германската империя (1871-1918).  За герба на Третия Райх вижте герб на Третия Райх.  
Гербът на германската империя е едноглав черен пруски орел, в разлика с двуглавия черен византийски орел, който е държавен символ по времето на Свещената Римска империя. На главата му е германската корона с кръста най-отгоре.
Символиката е наследена от тази на кралство Прусия около което се осъществява обединението на Германия. Щандарта е на историческия Бранденбург и Прусия. На червената мантия на която е изобразяван е изписван девиза Gott mit uns.
Орелът винаги е заемал специално място в немски хералдика. Най-ранните му изображения датират от 12 век от времето на император Фридрих Барбароса. На гербът на Свещената Римска империя, а по-късно и на Австрийската империя, също е изобразен черен, но двуглав орел, и на жълт фон.

## Панорама
| Държавна символика на Германската империя от 1871 до 1918 г.     | Държавна символика на Германската империя от 1871 до 1918 г. | Държавна символика на Германската империя от 1871 до 1918 г. | Държавна символика на Германската империя от 1871 до 1918 г. |
| ---------------------------------------------------------------- | ------------------------------------------------------------ | ------------------------------------------------------------ | ------------------------------------------------------------ |
|                                                                  |                                                              |                                                              | Reichsadler der wilhelminischen Epoche                       |
| Имперския герб на германския император от династията Хохенцолерн | 27 април 1871 – 3 август 1871                                | 3 август 1871 – 1888                                         | 6 декември 1888 – 1918                                       |